# Alumínio
Alumínio is een gemeente in de Braziliaanse deelstaat São Paulo. De gemeente telt 16.427 inwoners (schatting 2009).

## Aangrenzende gemeenten
De gemeente grenst aan Ibiúna, Mairinque, Sorocaba en Votorantim.

## Galerij

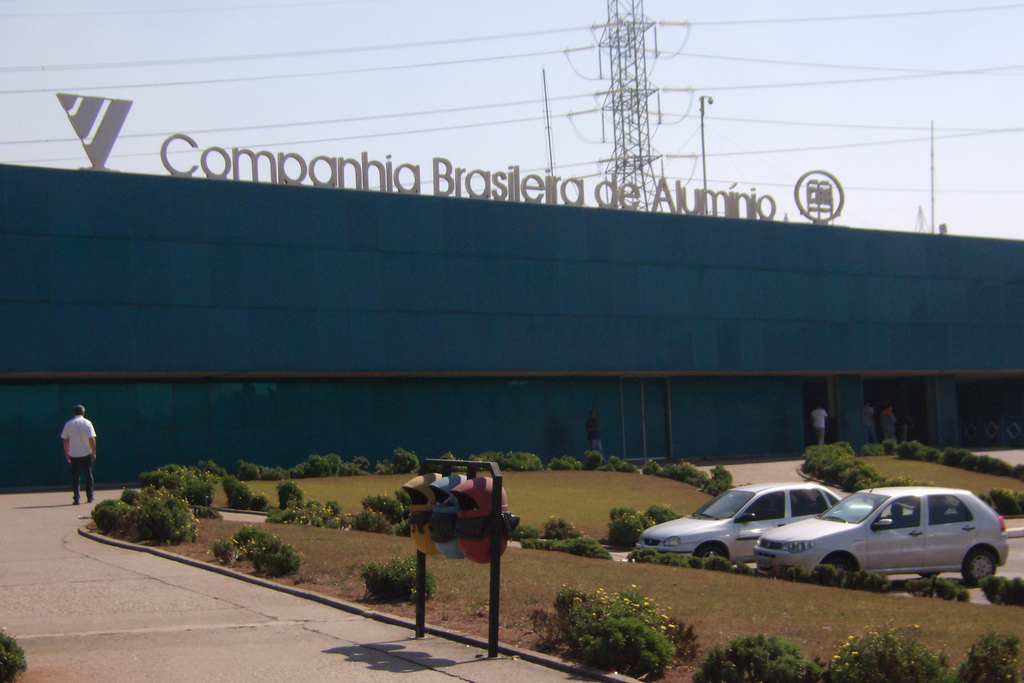
Aluminium fabriek Companhia Brasileira de Aluminio (CBA)
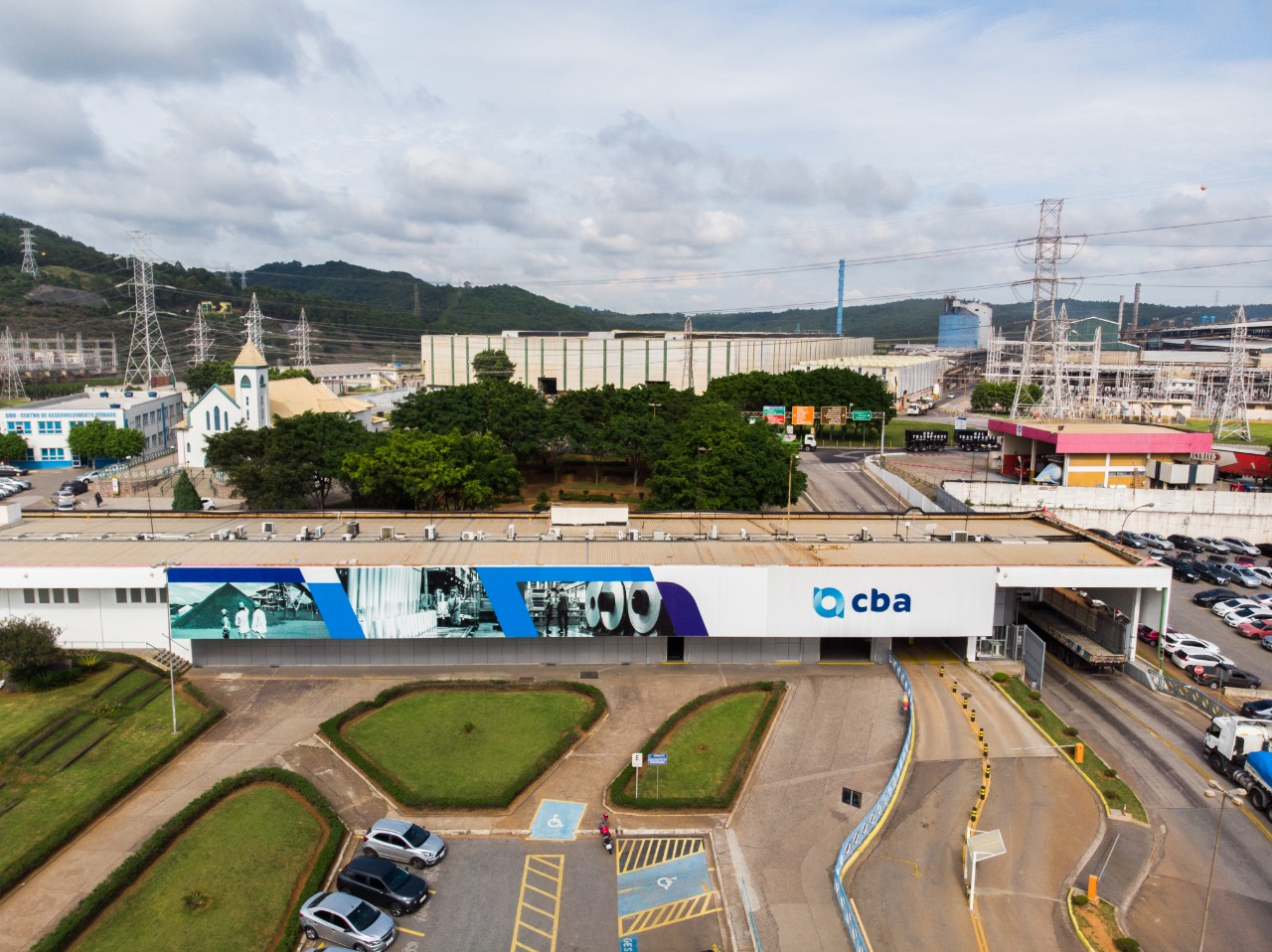
CBA fabriek in Alumínio
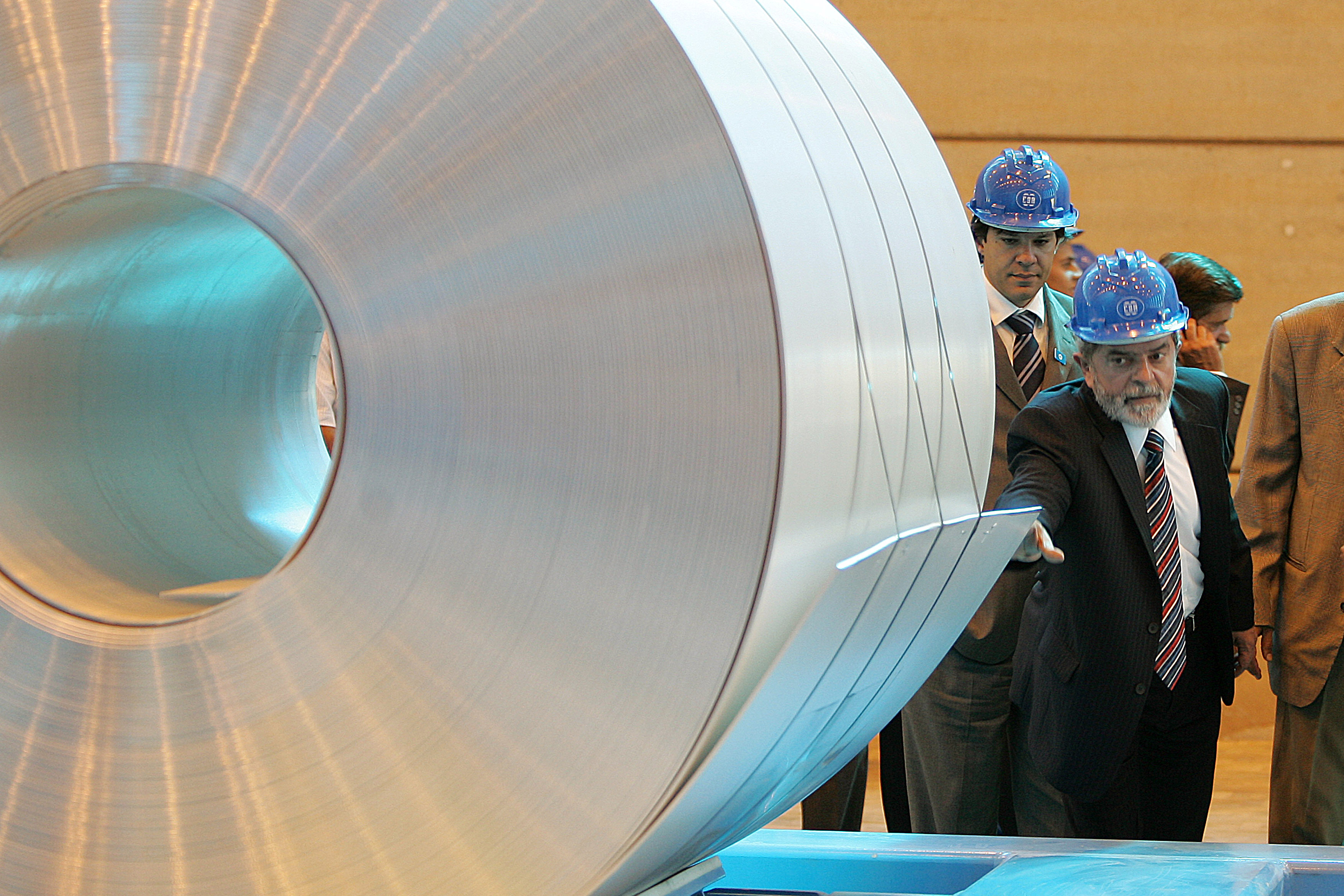
President Lula bezoekt de aluminium fabriek